# المقبرة الأرمنية (أختة خانة)
تنتمي مقبرة أختي خانه الأرمنية إلى فترة قاجار وتقع في قرية أختي خانيه في مدينة سلماس، وقد سُجلت المقبرة كأحد المعالم الأثرية الوطنية لإيران في 14 شباط 2001 برقم تسجيل 4786.
تبلغ مساحة هذه المقبرة 800 متر مربع، وتقع على بعد كيلومتر واحد من قرية أختة خانه في مدينة سلماس، وتعود إلى فترة القاجار. توجد أيضًا كنيسة تاريخية في المقبرة، وهي مدرجة على أنها نصب تذكاري وطني. توجد في منطقة المقبرة شواهد قبور من الحجارة البركانية السوداء عليها نقوش بالخط الأرمني ، يعود معظمها إلى أواخر القرن التاسع عشر وأوائل القرن العشرين.

## الاستفسارات المعتمدة
- قائمة الأعمال الوطنية لإيران
- منظمة التراث الثقافي والحرف اليدوية والسياحة